# アラホウトク
アラホウトク（欧字名:Ara hotoku、1985年3月24日 - 1998年3月12日）は、日本の競走馬、繁殖牝馬。
1988年のJRA賞最優秀4歳牝馬である。同年の桜花賞（GI）、サンケイスポーツ賞4歳牝馬特別（GII）を優勝した。

## デビューまで

### 誕生までの経緯

#### アラキファーム
アラキファームは、北海道新冠町の生産牧場である。もとは、同道日高町厚賀の稲作農家、荒木農場だった。1943年に稲作と並行して軽種馬生産を始めたが、繁殖牝馬の受胎率が悪く、1949年には稲作専業となった。馬こそ諦めたが、土地を拡張して、養豚や養鶏に挑戦。しかしことごとく失敗し、負債が膨れ上がる。そんな頃の1964年、豊洋牧場の古川嘉平の誘いで、再び軽種馬生産に取り掛かることとなった。新冠に土地を確保するなど軽種馬生産に大きく投資するようになったが、徐々に経営状態が苦しくなる。そこで1972年、約半世紀守り続けた厚賀の地をすべて売却。負債整理に充てて、新冠に移住していた。
同年、アラキファームと名を改め、軽種馬生産専業となる。まもなくして荒木正博が三代目となった。荒木は、高校野球が大好きだった。北海道静内高等学校に入学した荒木は、甲子園を目指して野球部に入部。しかし父が許さず三日で退部、それが悔しかった。その経験から1974年より、生産馬の血統名を選抜高等学校野球大会出場高校の名前を荒木の「荒」に加えるという「極めてユニーク」（結城恵助）な命名方法を取っていた。
初年度には、兵庫県の報徳学園高等学校を拝借して「荒報徳」が採用されたりしていた。その後、父馬からの連想、力士の四股名に浮気する時期もあったが、一貫して高校野球の学校の名前を継続する。その中でも報徳学園は、重ねて採用され、二代目、三代目の「荒報徳」が誕生していた。

#### ビンゴモレロ
1971年、東京都玉川高島屋での馬のセールに、生産馬を連れて行った荒木は、冠名「ビンゴ」を用いる水野剛馬主と知り合っていた。その水野から、フラワースウィース（父:パーソロン）という長野県産の牝馬が託されている。このフラワースウィースは、1976年に同年の選抜大会優勝校崇徳高等学校を冠した「荒崇徳」――ビンゴガルー（父:デュール）をもたらしている。ビンゴガルーは、1978年朝日杯3歳ステークス、1979年皐月賞を優勝、東京優駿や菊花賞でもカツラノハイセイコ、ハシハーミットにこそ敗れたが4着、3着の活躍だった。また1980年には、孫のビンゴカンタが誕生。1983年のクラシック戦線に加わり、ミスターシービーにクラシック三冠を許したものの、すべて好走する活躍だった。
ビンゴカンタの母、ビンゴガルーの兄弟姉妹にあたるのがビンゴモレロ（父:デュール）である。ビンゴガルーとは、父が同じで全姉だった。競走馬となったビンゴモレロは、18戦3勝、特別競走2勝、1800万円を稼いで競走馬を引退。牧場に凱旋して繁殖牝馬となる。所有形態は馬主水野との話し合いで、仔分け方式となり、1年おきに仔の所有権を配分する約束としていた。初年度の1980年は、不受胎だったが、2年目3年目は父キングオブダービーの初仔、2番仔を、4年目は父サティンゴの3番仔、5年目は父シンザンの4番仔が産まれる。これまでは、いずれも牡馬を儲けていた。このうち2番仔であるビンゴチムールは、後に出世を果たす。1984年暮れの朝日杯3歳ステークスにて、スクラムダイナに次ぐ2着となるほか、1986年目黒記念（GII）を優勝することとなる。
そして6年目となる1984年、荒木の番だった。既に三冠馬ミスターシービーなど重賞優勝産駒を輩出していたトウショウボーイの種付け権利に当選し、ビンゴモレロにあてがう。翌1985年3月24日、アラキファームにて黒鹿毛の5番仔（後のアラホウトク）が誕生する。ビンゴモレロにとって初の牝馬出産であり、牧場の繁殖牝馬における自己所有の割合を高めたかった荒木にとって、自らが所有する番で牝馬を得たことは、大変都合が良かった。

### 幼駒時代
皐月賞優勝馬の姉とトウショウボーイのまぐわいによって産まれた5番仔には、荒木の期待も大きかった。そこで名門の報徳学園高等学校をまたまた拝借、こうして四代目「荒報徳」が誕生する。荒報徳は、牝馬だったため、将来の牧場の繁殖牝馬とすることを目論み、他所に売却することなく、自ら所有して競走馬とすることとなった。競走馬にするにあたり、血統名ではなく、競走馬名を決める必要があり、荒木は荒報徳に「ビンゴトウショウ」や「アラマサマドンナ」などを考案する。しかし結局、血統名そのまま「アラホウトク」を採用した。
関東は、売却した生産馬が多くおり、顧客の馬と競合する可能性があるとして、関西、栗東トレーニングセンターの庄野穂積調教師に託していた。荒木と庄野は、親戚関係にあり、庄野から見て「姉の孫」が荒木だった。庄野は、鞍上に、河内洋を起用する。庄野河内コンビは、東京優駿優勝馬カツラノハイセイコの晩期にもあり、1981年天皇賞（春）を優勝した過去があった。堀切広幸が厩務を担った。
庄野厩舎には、同じ1985年生まれの牝馬がもう1頭いた。父リードワンダー、母父シンザンのシヨノロマンである。シヨノロマンの馬主は、庄野昭彦であり、庄野穂積から見て「穂積の甥」にあたる親戚だった。また厩務員は、同じく堀切だった。
デビューを前に、アラホウトクは、函館競馬場へ遠征している。函館でデビューするべく調教されていたが、体ができていなかった。よって栗東に舞い戻り、デビューは4歳までずれ込むこととなった。

## 競走馬時代
1988年1月31日、京都競馬場の新馬戦（ダート1200メートル）でデビュー、逃げたもののかわされ2着だった。それでも2月14日、同条件、2戦目の新馬戦にて、後方に9馬身差をつけて初勝利。躓き後れを取りながら巻き返して、勝ち上がりを果たした。それから3月5日、阪神競馬場の初雛賞（400万円以下）で芝初挑戦。2番手追走から、背後より接近するパッシングショットを封じていた。パッシングショットに1馬身差をつけて連勝とした。
3月20日、クラシック一冠目・桜花賞のトライアル競走である報知杯4歳牝馬特別（GII）に臨む。関西のトライアル競走だったが、関東から遠征してきたアイノマーチ、スカーレットリボン、シノクロスが人気の中心で、アラホウトクは地元の筆頭に推されるも4番人気だった。スカーレットリボンがハイペースで逃げる一方、後方を追走する。最終コーナーで大外に展開して末脚を発揮した。追い上げて、伸びあぐねるアイノマーチなど先行勢をまとめてかわし、背後にいたシノクロスに先を許さなかった。しかしハイペースを刻んだスカーレットリボンだけには、敵わなかった。スカーレットリボンに2馬身半後れを取る2着に敗退する。それでも5着以内に入ったことで、桜花賞の優先出走権獲得に成功した。

続いて4月10日、桜花賞（GI）に臨む。同じ厩舎のシヨノロマンとクラシックの舞台で戦うこととなった。シヨノロマンは、2月にデビュー戦勝利を果たした後、こぶし賞、チューリップ賞と連戦連勝、無敗で桜花賞に到達していた。3戦3勝のシヨノロマンには、前年に新人最多勝記録を更新した2年目の武豊が、4戦2勝2着2回のアラホウトクにはこれまで通り河内が起用されていた。すなわち2頭の対決は、武田作十郎厩舎の兄弟弟子対決でもあった。しかし人気の中心は、あくまで関東馬だった。1番人気はスカーレットリボンであり、次いで3歳時に3戦3勝、3歳10月以来の出走となるスイートローザンヌ、シノクロス。そして4番人気と5番人気からが関西馬、シヨノロマンと、アラホウトクだった。
アイノマーチがスカーレットリボンなどを制してハナを奪い、ハイペースで逃げに出る中、アラホウトクは、中団の内側を追走した。やがて、逃げ馬を窺える好位まで位置を上げて最終コーナーを通過する。直線では、馬場の中央に進路を得てから追い上げを開始した。末脚を発揮して、失速するスカーレットリボンをかわし、中団外からの追い上げるスイートローザンヌとシノクロスを出し抜き、人気の関東馬に先んじることに成功する。併せて、好位追走から直線最も内側から抜け出し、独走していたシヨノロマンを外から並びかけた。シヨノロマンは粘っていたが、終いでもうひと伸びしてそれを差し切り、置き去りにする。シヨノロマンに1馬身4分の3馬身差をつけて決勝線を先頭で通過した。
| クラシックにおける同厩舎ワンツー | クラシックにおける同厩舎ワンツー | クラシックにおける同厩舎ワンツー | クラシックにおける同厩舎ワンツー | クラシックにおける同厩舎ワンツー |
| 年                               | 競走                             | 優勝馬                           | 2着馬                            | 厩舎                             |
| -------------------------------- | -------------------------------- | -------------------------------- | -------------------------------- | -------------------------------- |
| 1948                             | 桜花賞                           | ハマカゼ                         | トップフライト                   | 増本勇                           |
| 1963                             | 東京優駿                         | メイズイ                         | グレートヨルカ                   | 尾形藤吉                         |
| 1967                             | 東京優駿                         | アサデンコウ                     | ヤマニンカップ                   | 藤本冨良                         |
| 1979                             | 菊花賞                           | ハシハーミット                   | ハシクランツ                     | 内藤繁春                         |
| 1988                             | 桜花賞                           | アラホウトク                     | シヨノロマン                     | 庄野穂積                         |

桜花賞、クラシック戴冠を果たす。1分34秒8で走破し、1975年テスコガビーの1分34秒9を0.1秒上回る桜花賞レコードを樹立した。また2着はシヨノロマンであり、40年ぶり史上2例目となる桜花賞の同厩舎ワンツーフィニッシュを、史上5例目となるクラシックの同厩舎ワンツーフィニッシュを果たしている。1着2着ともに担当厩務員は堀切であり、また庄野一族の桜花賞独り占めとなった。庄野穂積は「ゴール前ではどちらの馬を応援していいかわからなくなった」と回顧している。武田厩舎の兄弟弟子対決は、兄弟子の河内に軍配が上がり、武の史上最短記録樹立を阻止している。
続いて牝馬クラシック二冠目の優駿牝馬（オークス）を目指したが、その前の5月1日、優駿牝馬のトライアル競走であるサンケイスポーツ賞4歳牝馬特別（GII）で関東遠征。庄野は、シヨノロマンも出走させる2頭出しを再び敢行した。大逃げスルーオベストが1頭ハイペースで先導する中、中団の後方を追走する。最終コーナーにかけて外から進出を開始。直線ではリードを保つスルーオベストに迫るとともに、連れて進出を企むシヨノロマンを先んじることに成功する。末脚を発揮して直線半ばを過ぎてスルーオベストを差し切り、シヨノロマンらに先を許さなかった。シヨノロマンに1馬身半差をつけて重賞連勝、再び同じ厩舎でのワンツーフィニッシュを果たした。
それから5月22日、優駿牝馬（GI）に1番人気の支持、シヨノロマンとワンツー人気で臨んだが、共に後方敗退。アラホウトクは7着だった。厩舎に留まって夏休みを過ごした。この年の秋冬での引退が決定する。神戸新聞杯、ローズステークス、エリザベス女王杯という予定を組んでいた。ただし右膝の骨膜に異常が見られるようになる。レーザーで治療し、何とか出走できる状態で秋を迎えたが、万全ではなかった。
9月25日、阪神の神戸新聞杯（GII）で始動した。牡馬相手に単枠指定、1番人気に推されたが、5着敗退。続く10月23日、エリザベス女王杯のトライアル競走であるローズステークス（GII）でも単枠指定で臨んだが6着。シヨノロマンに後れを取る敗退だった。11月13日、引退レースとなるエリザベス女王杯（GI）に臨む。シヨノロマンとの共闘となったが、シヨノロマンは単枠指定、1番人気に対して、アラホウトクは単枠なく2番人気の支持で、4着だった。この年のJRA賞では、全172票中77票を集め、最優秀4歳牝馬を受賞している。

## 繁殖牝馬時代
競走馬引退後は、繁殖牝馬として供用され、1998年までに9頭の仔を産んだ。中でも、6番仔のアラマサダンサー（父:ダンシングブレーヴ）は、2001年の目黒記念（GII）で4着。また7番仔のオースミコンドル（父:コマンダーインチーフ）は、1999年のラジオたんぱ杯3歳ステークス（GIII）にてラガーレグルスに次ぐ2着、翌2000年のプリンシパルステークス（OP）でも2着となり、東京優駿（日本ダービー）出走を果たしている。
1998年には、9番仔（後のセタガヤウタヒメ）を生産。そして同年3月12日に10番仔を目指して種付けに臨んだが、その際に背骨を骨折。14歳で死亡する。
2014年、3番仔アラマサゴールドの孫のエキマエが兵庫チャンピオンシップを制し、自身の牝系から初の重賞馬が出た。

## 競走成績
以下の内容は、netkeiba.comおよびJBISサーチ、日本中央競馬会『中央競馬全重賞競走成績 GI編』（1996年）に基づく。
| 競走日     | 競馬場 | 競走名                | 格  | 距離 （馬場） | 頭 数 | 枠 番 | 馬 番 | オッズ （人気） | 着順 | タイム （上り3F） | 着差 | 騎手    | 斤量 [kg] | 1着馬 （2着馬）        | 馬体重 [kg] |
| ---------- | ------ | --------------------- | --- | ------------- | ----- | ----- | ----- | --------------- | ---- | ----------------- | ---- | ------- | --------- | ---------------------- | ----------- |
| 1988.01.31 | 京都   | 4歳新馬               |     | ダ1200m（良） | 9     | 1     | 1     | 002.50（1人）   | 02着 | 01:15.9（39.8）   | -0.1 | 0河内洋 | 53        | ナムラスタリオン       | 462         |
| 0000.02.14 | 京都   | 4歳新馬               |     | ダ1200m（良） | 7     | 2     | 2     | 001.20（1人）   | 01着 | 01:14.0（37.3）   | -1.5 | 0河内洋 | 53        | （ダイイチハナヤマ）   | 456         |
| 0000.03.05 | 阪神   | 初雛賞                | 4下 | 芝1600m（稍） | 13    | 6     | 8     | 001.70（1人）   | 01着 | 01:36.7（36.1）   | -0.2 | 0河内洋 | 53        | （パッシングショット） | 440         |
| 0000.03.20 | 阪神   | 報知杯4歳牝馬特別     | GII | 芝1400m（良） | 16    | 4     | 8     | 008.10（4人）   | 02着 | 01:23.2（37.0）   | -0.4 | 0河内洋 | 54        | スカーレットリボン     | 444         |
| 0000.04.10 | 阪神   | 桜花賞                | GI  | 芝1600m（良） | 18    | 2     | 4     | 006.90（5人）   | 01着 | 01:34.8（36.3）   | -0.3 | 0河内洋 | 55        | （シヨノロマン）       | 440         |
| 0000.05.01 | 東京   | サンスポ賞4歳牝馬特別 | GII | 芝2000m（良） | 16    | 2     | 3     | 005.00（3人）   | 01着 | 02:01.4（36.5）   | -0.2 | 0河内洋 | 54        | （シヨノロマン）       | 452         |
| 0000.05.22 | 東京   | 優駿牝馬              | GI  | 芝2400m（良） | 22    | 4     | 10    | 002.20（1人）   | 07着 | 02:29.5（37.9）   | -1.2 | 0河内洋 | 55        | コスモドリーム         | 454         |
| 0000.09.25 | 阪神   | 神戸新聞杯            | GII | 芝2000m（重） | 10    | 1     | 1     | 001.90（1人）   | 05着 | 02:05.8（37.5）   | -0.7 | 0河内洋 | 54        | ヤエノダイヤ           | 456         |
| 0000.10.05 | 京都   | ローズS               | GII | 芝2000m（良） | 14    | 2     | 2     | 002.40（1人）   | 06着 | 02:02.1（35.9）   | -0.5 | 0河内洋 | 55        | シヨノロマン           | 454         |
| 0000.11.13 | 京都   | エリザベス女王杯      | GI  | 芝2400m（良） | 18    | 3     | 4     | 005.30（2人）   | 04着 | 02:27.9（37.7）   | -0.7 | 0河内洋 | 55        | ミヤマポピー           | 440         |

- 枠番・馬番の太字強調は、単枠指定を表す[43][33][34]。

## 繁殖成績
以下の内容は、JBISサーチの情報に基づく。
|       | 生年   | 馬名               | 性 | 毛色 | 父                     | 戦績    | 主な成績 | 供用 | 出典   |
| ----- | ------ | ------------------ | -- | ---- | ---------------------- | ------- | -------- | ---- | ------ |
| 初仔  | 1990年 | オースミホウトク   | 牡 | 鹿毛 | ゴライアス             | 8戦1勝  |          | 抹消 | [ 45 ] |
| 2番仔 | 1991年 | アラマサスピード   | 牡 | 鹿毛 | ナスルエルアラブ       | 未出走  |          | 抹消 | [ 46 ] |
| 3番仔 | 1992年 | アラマサゴールド   | 牝 | 鹿毛 | オウインスパイアリング | 14戦1勝 |          | 繁殖 | [ 47 ] |
|       | 1993年 | 死産               |    |      | オグリキャップ         |         |          |      | [ 4 ]  |
| 4番仔 | 1994年 | アラマサブレーヴ   | 牝 | 鹿毛 | ダンシングブレーヴ     | 9戦1勝  |          | 繁殖 | [ 48 ] |
| 5番仔 | 1995年 | ローレルコマンダー | 牝 | 鹿毛 | コマンダーインチーフ   | 8戦0勝  |          | 繁殖 | [ 49 ] |
| 6番仔 | 1996年 | アラマサダンサー   | 牝 | 鹿毛 | ダンシングブレーヴ     | 42戦4勝 |          | 繁殖 | [ 50 ] |
| 7番仔 | 1997年 | オースミコンドル   | 牡 | 鹿毛 | コマンダーインチーフ   | 26戦1勝 |          | 抹消 | [ 51 ] |
| 8番仔 | 1998年 | セタガヤウタヒメ   | 牝 | 鹿毛 | ナリタブライアン       | 9戦0勝  |          | 繁殖 | [ 52 ] |

## 血統表
| アラホウトクの血統（プリンスリーギフト系 / Nasrullah4×4=12.50% Hyperion4×5=9.38%） | アラホウトクの血統（プリンスリーギフト系 / Nasrullah4×4=12.50% Hyperion4×5=9.38%） | アラホウトクの血統（プリンスリーギフト系 / Nasrullah4×4=12.50% Hyperion4×5=9.38%） | （血統表の出典）  | （血統表の出典） |
| 父 トウショウボーイ 1973 鹿毛                                                      | 父の父*テスコボーイ Tesco Boy 1963 黒鹿毛                                          | Princely Gift                                                                      | Nasrullah         | Nasrullah        |
| 父 トウショウボーイ 1973 鹿毛                                                      | 父の父*テスコボーイ Tesco Boy 1963 黒鹿毛                                          | Princely Gift                                                                      | Blue Gem          |                  |
| 父 トウショウボーイ 1973 鹿毛                                                      | 父の父*テスコボーイ Tesco Boy 1963 黒鹿毛                                          | Suncourt                                                                           | Hyperion          | Hyperion         |
| 父 トウショウボーイ 1973 鹿毛                                                      | 父の父*テスコボーイ Tesco Boy 1963 黒鹿毛                                          | Suncourt                                                                           | Inquisition       |                  |
| 父 トウショウボーイ 1973 鹿毛                                                      | 父の母*ソシアルバターフライ Social Butterfly 1957 鹿毛                             | Your Host                                                                          | Alibhai           | Alibhai          |
| 父 トウショウボーイ 1973 鹿毛                                                      | 父の母*ソシアルバターフライ Social Butterfly 1957 鹿毛                             | Your Host                                                                          | Boudoir           |                  |
| 父 トウショウボーイ 1973 鹿毛                                                      | 父の母*ソシアルバターフライ Social Butterfly 1957 鹿毛                             | Wisteria                                                                           | Easton            | Easton           |
| 父 トウショウボーイ 1973 鹿毛                                                      | 父の母*ソシアルバターフライ Social Butterfly 1957 鹿毛                             | Wisteria                                                                           | Blue Cyprus       |                  |
| 母 ビンゴモレロ 1975 黒鹿毛                                                        | 母の父*デュール Duel 1961 黒鹿毛                                                   | Round Table                                                                        | Princequillo      | Princequillo     |
| 母 ビンゴモレロ 1975 黒鹿毛                                                        | 母の父*デュール Duel 1961 黒鹿毛                                                   | Round Table                                                                        | Knight's Daughter |                  |
| 母 ビンゴモレロ 1975 黒鹿毛                                                        | 母の父*デュール Duel 1961 黒鹿毛                                                   | Lea Moon                                                                           | Nasrullah         | Nasrullah        |
| 母 ビンゴモレロ 1975 黒鹿毛                                                        | 母の父*デュール Duel 1961 黒鹿毛                                                   | Lea Moon                                                                           | Lea Lark          |                  |
| 母 ビンゴモレロ 1975 黒鹿毛                                                        | 母の母フラワースウィース 1966 鹿毛                                                 | *パーソロン Partholon                                                              | Milesian          | Milesian         |
| 母 ビンゴモレロ 1975 黒鹿毛                                                        | 母の母フラワースウィース 1966 鹿毛                                                 | *パーソロン Partholon                                                              | Paleo             |                  |
| 母 ビンゴモレロ 1975 黒鹿毛                                                        | 母の母フラワースウィース 1966 鹿毛                                                 | *トリーテイ Treaty                                                                 | Pipe of Peace     | Pipe of Peace    |
| 母 ビンゴモレロ 1975 黒鹿毛                                                        | 母の母フラワースウィース 1966 鹿毛                                                 | *トリーテイ Treaty                                                                 | No Risk F-No.4-l  |                  |